# Pascual Marín
Pascual Marín Ruiz (1893, Tudela – 16. března 1959, San Sebastián) byl španělský fotograf. Poté, co se začal řemeslem profesionálně zabývat v Zaragoze, se v roce 1914 přestěhoval do města San Sebastián a pracoval jako grafik pro grafický časopis Novedades a noviny El Pueblo Vasco.

## Galerie

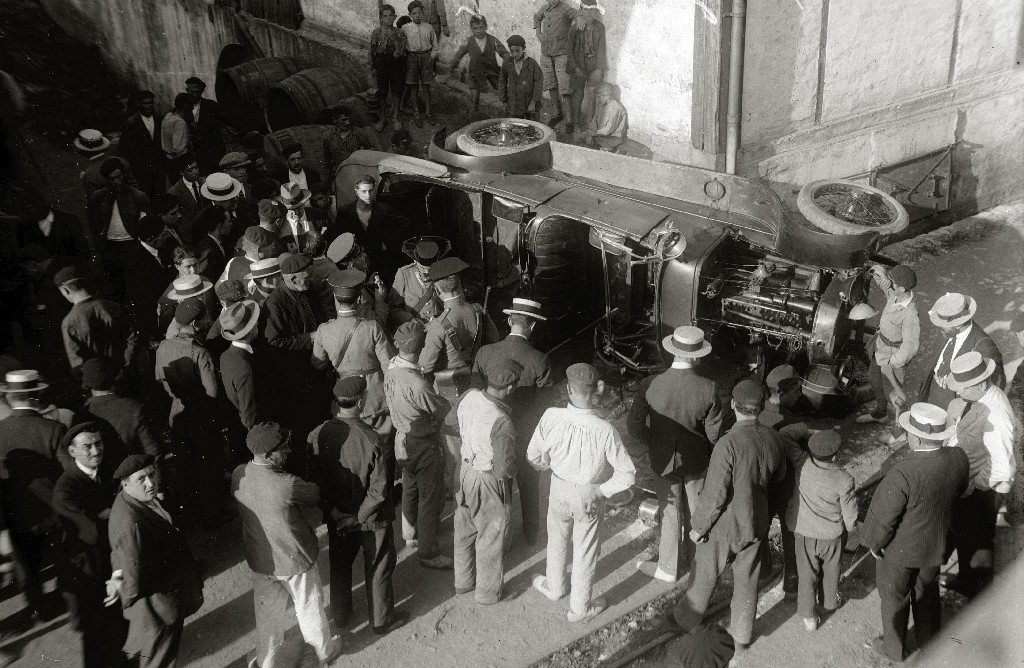
Dopravní automobilová nehoda
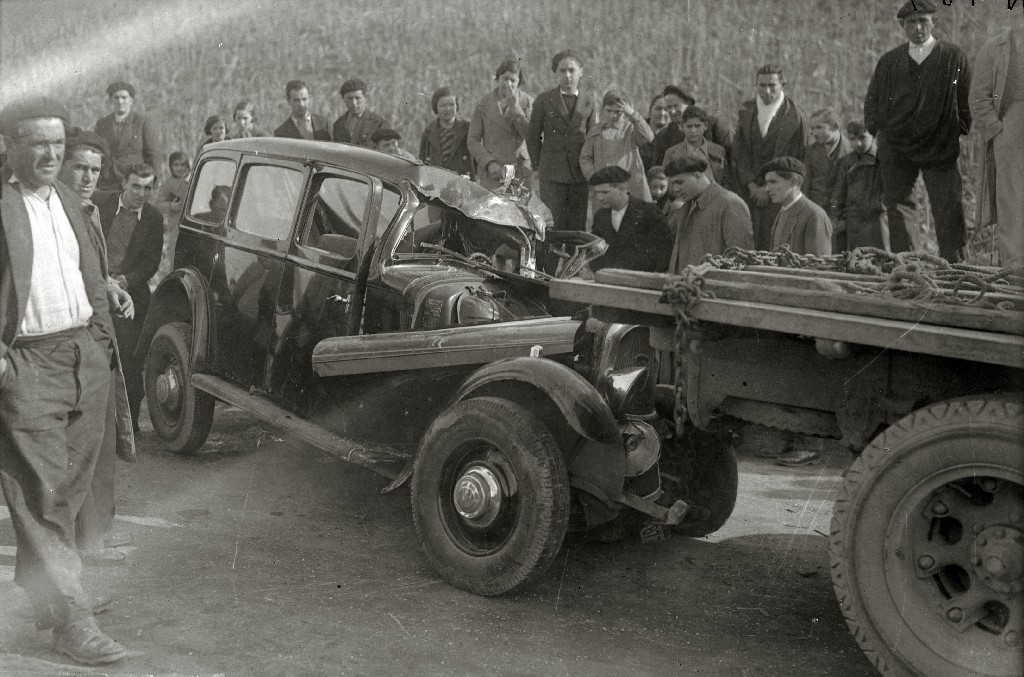
Dopravní automobilová nehoda při průjezdu městem
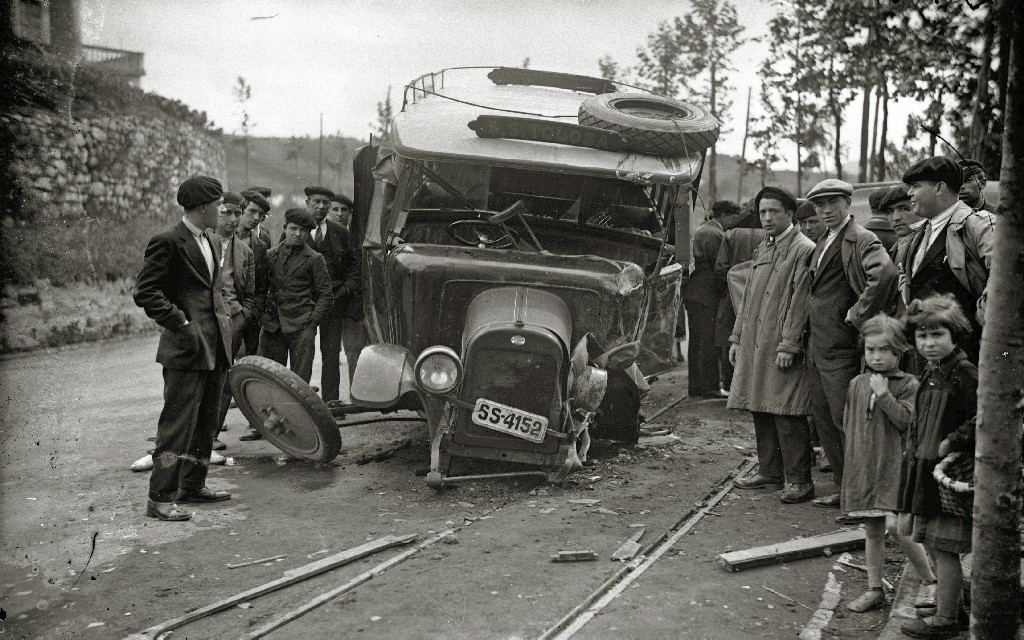
Dopravní nehoda na dálnici
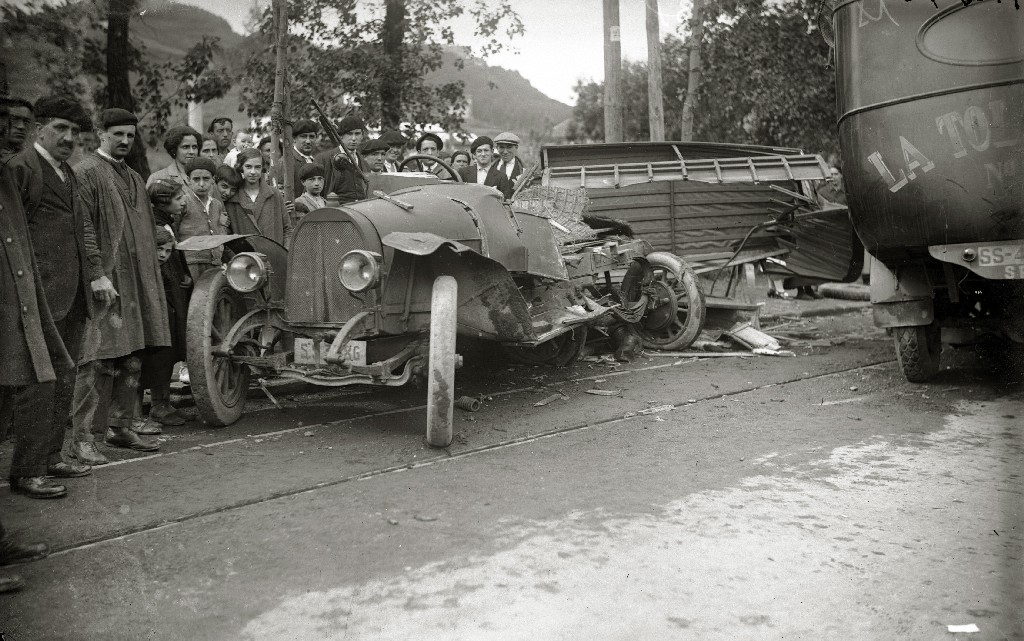
Dopravní nehoda na dálnici
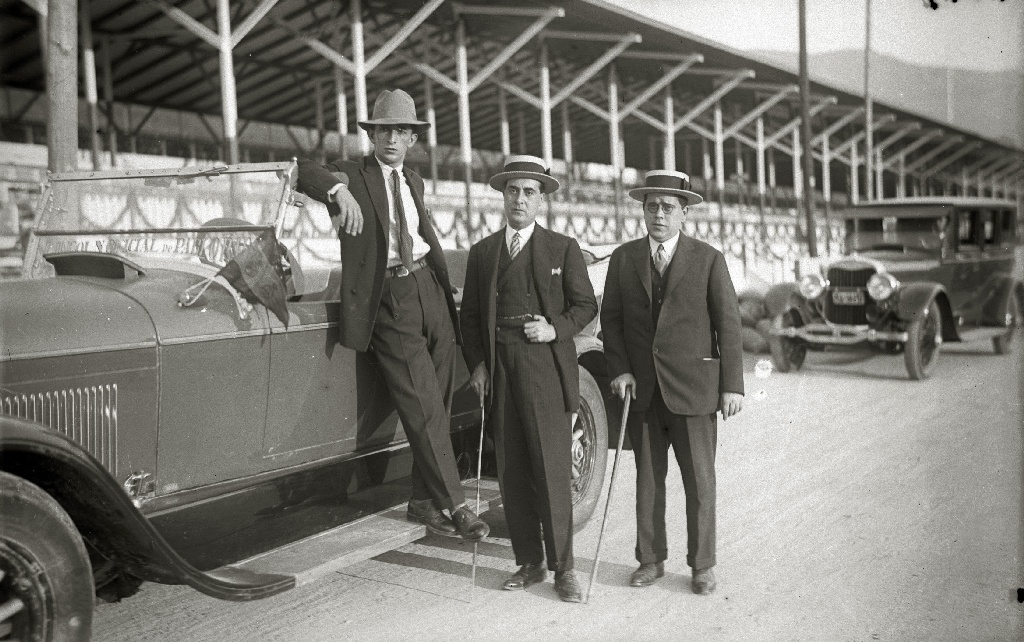
Lasarte, automobilový okruh
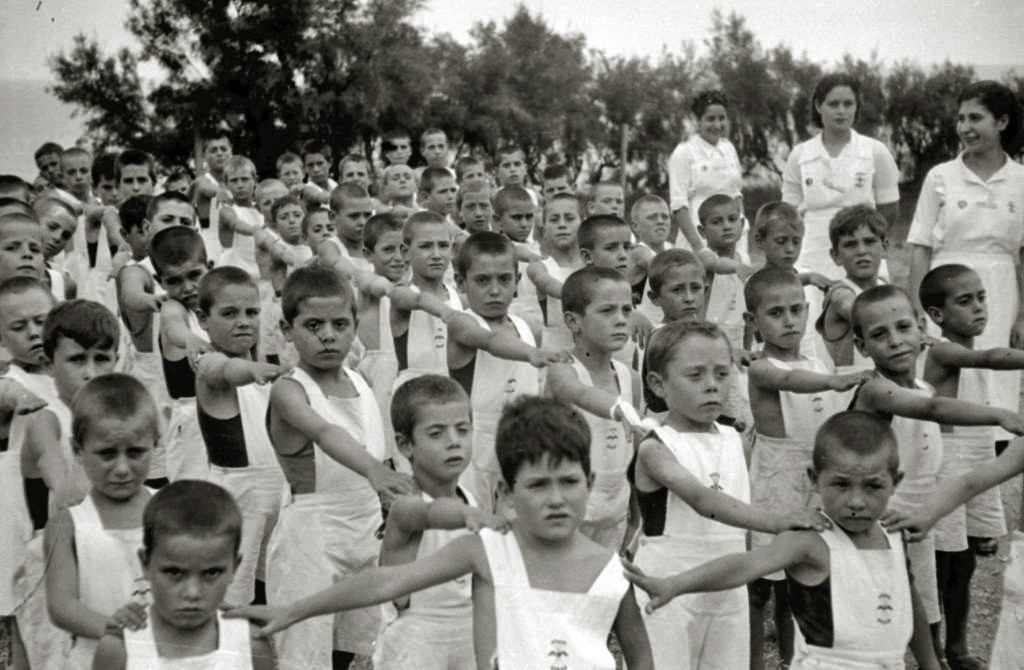
Skupina dětí a dobrovolníků z ženské sekce Sección Femenina ve městě Zumaia